# Abergele (woreda)
Pour la communauté au Royaume-Uni, voir Abergele.
Abergele est un des 36 woredas situé au centre du Tigré. 

## Histoire
D'après les sources historiques, Abergele semble avoir constitué une province dès le XIVe siècle. Sous les règnes de David II et Susenyos, elle est administrée par un gouverneur. Selon la chronique de Yohannès Ier, ses habitants participent une rébellion en 1678. 
Le district est aujourd’hui bordé par Enderta à l’est, Soqota au sud, et les woredas de Gola au nord et à l’ouest. Cette position reculée, à la croisée des régions, en a fait historiquement un refuge pour les dissidents politiques. Elle est le théâtre d’affrontements prolongés entre les chefs des régions voisines.

## Population
La population est en grande majorité chrétienne. L’agriculture constitue la base de l’économie locale. Les infrastructures sociales (écoles, centres de santé) y sont peu développées, du fait notamment de son isolement géographique. La population se distingue par sa composition trilingue : la woreda abrite la seule enclave Agew du Tigré, bien que la majorité de la population parle le tigrigna et certains également l’amharique.

## Réservoirs
Le large barrage de Tekezé, essentiellement pour la production d'électricité, est nourri par les eaux de la rivière homonyme.
Dans ce district il ne pleut que quelques mois sur l'année, de plus petits réservoirs ont également été construits pour contenir les eaux pour l'utiliser pendant la saison sèche, notamment Aqushela. En général, ces réservoirs subissent une sédimentation rapide,. Une partie des eaux des réservoirs est perdue par percolation; un effet secondaire et positif est que ces eaux contribuent à la recharge des aquifères.